# Зеркало и свет
«Зеркало и свет» (англ. The Mirror and the Light) — исторический роман британской писательницы Хилари Мэнтел, впервые опубликованный в 2020 году. Заключительная часть трилогии, начатой романами «Вулфхолл» и «Введите обвиняемых».

## Сюжет
Действие романа происходит в Англии в эпоху короля Генриха VIII. Главный герой, глазами которого читатель видит всё происходящее, — канцлер Томас Кромвель. В финале романа его казнят из-за обвинения в государственной измене. Книга стала заключительной частью трилогии: в 2010 году вышел роман «Вулфхолл», в 2012 году — «Введите обвиняемых».

## Оценки и адаптации
«Зеркало и свет» получили почти исключительно восторженные отзывы критиков. Обозреватель The New York Times назвал роман «триумфальным завершением трилогии», Financial Times — «величественным и часто захватывающе поэтичным» произведением, Washington Post — «мастерски написанным финалом». В литературном приложении Times он охарактеризован как «один из самых сложных и захватывающих за последние годы», в The Guardian — как шедевр и один из «величайших английских романов этого столетия» наряду с другими частями трилогии. Рецензент The Los Angeles Times назвал Мантел уникальной писательницей из-за «её способности сделать прошлое таким же интуитивно притягательным, как настоящее», обозреватель The Wall Street Journal оценил всю трилогию о Кромвеле как «блестящее исследование практики и метафизики власти в Европе XVI века». При этом на страницах The New Yorker «Зеркало и свет» раскритиковали за излишний объем (754 страницы в американском издании), заявив о раздутости книги и о том, что повествование только изредка становится интересным.
Роман вошёл в шорт-лист Женской премии за художественную литературу.
Исполнительный продюсер сериала «Волчий зал» Колин Кэллэндер в феврале 2015 года заявил, что надеется на продление проекта на второй сезон, чтобы экранизировать «Зеркало и свет» (тогда ещё недописанные). В ноябре 2023 года Masterpiece и BBC официально анонсировали телеэкранизацию романа. Марк Райлэнс, как и в «Волчьем зале», получил роль Томаса Кромвеля, Дэмиан Льюис — роль Генриха VIII. Съемки закончились в начале 2024 года.
Как и предыдущие части трилогии, «Зеркало и свет» стали основой театральной постановки, сценарий которой написали сама Хилари Мантел и Бен Майлз. Премьера спектакля состоялась в Гилгуд-театре  в Лондоне в сентябре 2021 года.